# مايكل جلادنس
مايكل جلادنس (بالإنجليزية: Mickell Gladness)‏ مواليد 26 يوليو 1986 في برمنغهام، هو لاعب كرة سلة أمريكي بدأ مسيرته الاحترافية في سنة 2008. يبلغ طوله 6 قدم 11 بوصة (2.1 م). لعب في الإن بي إيه وفي الدوري الأسترالي لكرة السلة.

## فرق لعب لها
- ميامي هيت
- غولدن ستايت ووريورز
- تاونسفيل كروكودايلز

## إحصائيات المسيرة

### الرابطة الوطنية لكرة السلة

#### الموسم الاعتيادي
| السنة   | الفريق              | لعب | بدأ | دقيقة | ميداني% | ثلاثية | حرة  | ارتداد | صنع | استلاب | تصدي | نقطة |
| ------- | ------------------- | --- | --- | ----- | ------- | ------ | ---- | ------ | --- | ------ | ---- | ---- |
| 2011–12 | ميامي هيت           | 8   | 0   | 3.5   | .333    | .000   | .000 | 1.4    | .3  | .1     | .1   | .3   |
| 2011–12 | غولدن ستايت ووريورز | 18  | 7   | 12.4  | .429    | .000   | .500 | 2.6    | .2  | .2     | 1.1  | 3.0  |
| المسيرة | المسيرة             | 26  | 7   | 9.7   | .424    | .000   | .500 | 2.2    | .2  | .2     | .8   | 2.2  |

## روابط خارجية
- مايكل جلادنس على موقع إن بي أي (الإنجليزية)
- مايكل جلادنس على موقع دوري كرة السلة الياباني للمحترفين (اليابانية)
- مايكل جلادنس على موقع سبورتس رفرنس (الإنجليزية)
- مايكل جلادنس على موقع الدوري الإسباني لكرة السلة (الإسبانية)
- مايكل جلادنس على موقع كرة السلة الأوروبية.كوم (الإنجليزية)
- مايكل جلادنس على موقع كلية كرة السلة في سبورتس رفرنس.كوم (الإنجليزية)
- مايكل جلادنس على موقع ريلجم (الإنجليزية)
- مايكل جلادنس على موقع بروبوليرز (الإنجليزية)
- مايكل جلادنس على موقع سبورتس رفرنس (الإنجليزية)
- مايكل جلادنس على موقع سبورتس رفرنس (الإنجليزية)